# Upunusa Tholus
L'Upunusa Tholus è una struttura geologica della superficie di Venere.